# 매스틱 (수지)

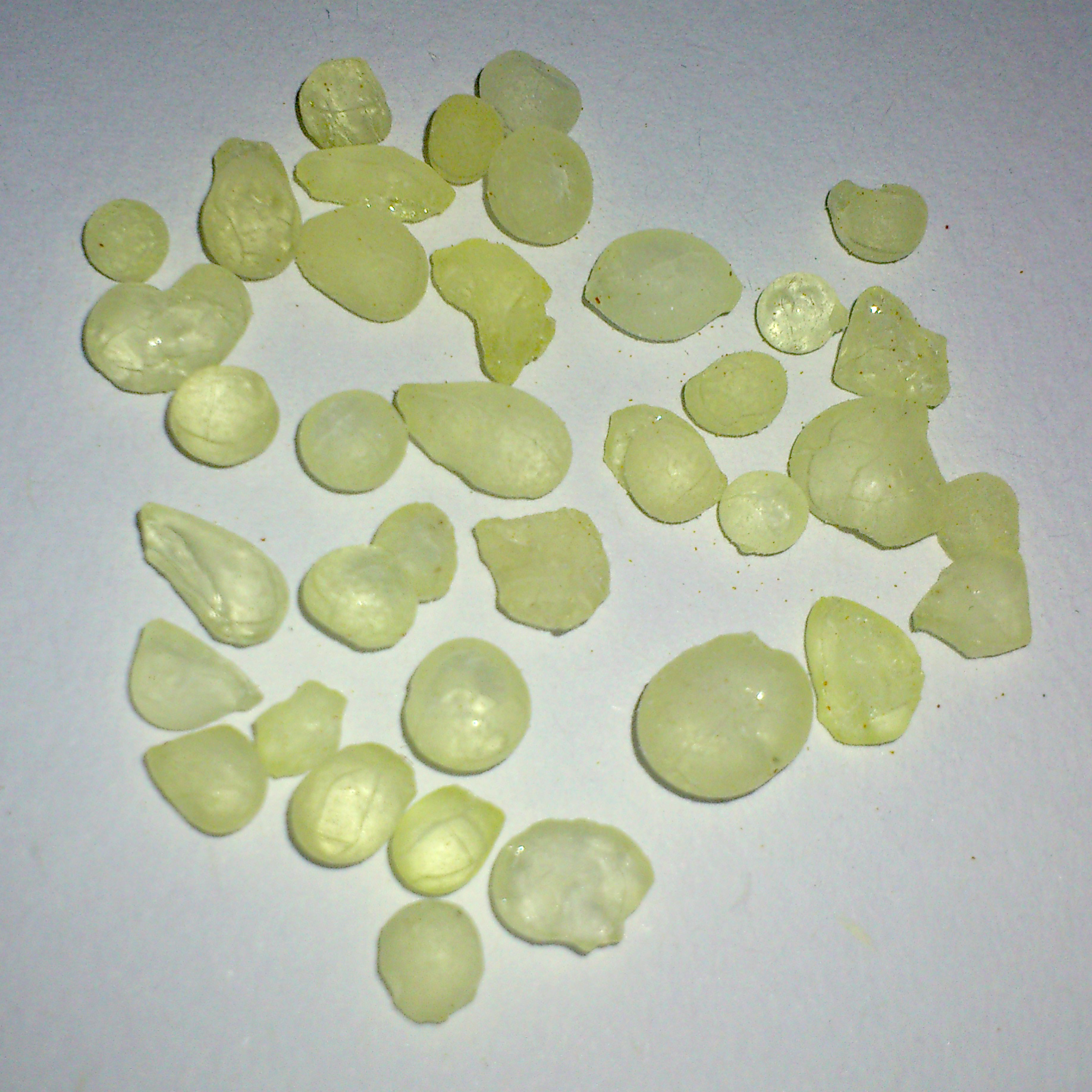
매스틱

매스틱(mastic, Μαστίχα Χίου)은 그리스의 히오스 섬에서 자라는 옻나무과의 지중해성 작물인 매스틱나무의 수액에서 만들어지는 천연 수지이다. 고대에는 껌의 재료로도 사용되었고, 오스만 제국이 다스릴 때에는 같은 양의 금으로도 물물교환할 수 있을 정도로 고가의 물건이었으며 제과, 제빵, 화장품 제조, 양조 등의 다양한 분야에서 활용되었다. 히오스 섬에서밖에 생산되지 않아 유럽 연합에서는 원산지 명칭 보호제(fr)의 대상으로 지정하여 보호하고 있다. 현재는 아이스크림과 크림의 원료로도 사용되고 있다.

## 같이 보기
- 아라비아검